# Lyidotea nodata
Lyidotea nodata là một loài chân đều trong họ Idoteidae. Loài này được Hale miêu tả khoa học năm 1929.